# Русский язык в Приднестровской Молдавской Республике
Русский язык в Приднестровской Молдавской Республике является одним из трёх официальных языков (вместе с молдавским на основе кириллической графики и украинским).
Однако, несмотря на декларируемое равенство официальных языков, русский язык законодательно используется шире, чем другие официальные языки. Например, арбитражное производство по делам с участием стороны, находящейся на территории другой страны СНГ, осуществляется только на русском языке. (ст. 14 Закона ПМР «О языках в Приднестровской Молдавской Республике»)
На русском языке ведётся обучение в 145 из 181 школ республики (в 126 лишь на русском, в 19 — на русском и каком-либо из других официальных языков). В дошкольных учреждениях на русском учится 91,9 % учащихся, в учреждениях общего образования — 84,4 % (по таблице 2; по таблице 1 — 86,5 %), в учреждениях профессионального образования — 95,7 %.
В Бендерах в 2010 году отмечается, что учебная и методическая литература на русском, в отличие от других официальных языков, в достатке. Официальные правительственные сайты ПМР (сайты президента, парламента, Верховного суда) главным образом (сайт Конституционного суда — исключение) доступны из трёх официальных только на русском языке.
Согласно молдавскому законодательству, русский язык является одним из официальных в Автономном территориальном образовании с особым правовым статусом Приднестровье в составе Республики Молдова, территория которого контролируется непризнанной Приднестровской Молдавской Республикой.